# Sven "Bleddy" Olsson
Ej att förväxla med fotbollsspelaren Sven "Generalen" Ohlsson, född 1888.
Sven Arthur "Bleddy" Olsson, född 3 oktober 1889 i Göteborg, Sverige, död där 19 maj 1919, var en svensk landslagsspelare i fotboll som var en av spelarna som deltog i Sveriges allra första landskamp, mot Norge i Göteborg, 12 juli 1908. Han var sedan uttagen till den svenska fotbollstruppen i OS i London 1908 där han spelade i Sveriges båda matcher i turneringen när laget hamnade utanför medaljplats efter två förluster.
Olsson, som under sin klubbkarriär tillhörde Örgryte IS och där blev svensk mästare vid två tillfällen, spelade under åren 1908–1909 sammanlagt 7 landskamper (0 mål). 
Olsson är begravd på Östra kyrkogården i Göteborg.

## Karriärstatistik

### Landslag
| Landslag | År     | Matcher | Mål |
| -------- | ------ | ------- | --- |
| Sverige  |        |         |     |
| 1908     | 6      | 0       |     |
| 1909     | 1      | 0       |     |
| Totalt   | Totalt | 7       | 0   |

## Meriter

### I landslag
Sverige
- Uttagen till OS: 1908 (spelade i Sveriges båda matcher)
- 7 landskamper, 0 mål

### I klubblag
Örgryte IS
- Svensk mästare (2): 1907, 1909

### Webbsidor
- Profil på SOK.se
- Lista på landskamper, svenskfotboll.se, läst 2013 02 20
- "Olympic Football Tournament London 1908", fifa.com, läst 2013 02 20